# Merciera eckloniana
Merciera eckloniana là loài thực vật có hoa trong họ Hoa chuông. Loài này được H.Buek mô tả khoa học đầu tiên năm 1837.